# Jan-Holger Kirsch
Jan-Holger Kirsch (* 1972 in Herford) ist ein deutscher Historiker.

## Leben
Kirsch studierte von 1993 bis 1998 Geschichtswissenschaft und Wirtschaftswissenschaften an der Universität Bielefeld. Er war Stipendiat der Studienstiftung des deutschen Volkes. 1998–2001 schloss er als Stipendiat ein Promotionsstudium an. 2002 erfolgte die Promotion mit „summa cum laude“ an der Universität Witten/Herdecke. Gutachter waren Jörn Rüsen, Michael Bockemühl und Bernhard Jussen. Seit 2003 ist er Mitarbeiter am Zentrum für Zeithistorische Forschung in Potsdam. Er hat die Redaktionsleitung der Zeitschrift „Zeithistorische Forschungen/Studies in Contemporary History“ inne und arbeitet in der Redaktion und der Steuerungsgruppe von „H-Soz-Kult“.

## Schriften (Auswahl)
Monografien
- „Wir haben aus der Geschichte gelernt“. Der 8. Mai als politischer Gedenktag in Deutschland, Böhlau, Köln/Weimar/Wien 1999 (= Beiträge zur Geschichtskultur, Bd. 16), ISBN 3-412-09798-5.
- Nationaler Mythos oder historische Trauer? Der Streit um ein zentrales „Holocaust-Mahnmal“ für die Berliner Republik, Böhlau, Köln/Weimar/Wien 2003 (= Beiträge zur Geschichtskultur, Bd. 25), ISBN 3-412-14002-3.
- mit Jürgen Danyel, Martin Sabrow (Hrsg.): 50 Klassiker der Zeitgeschichte. Vandenhoeck & Ruprecht, Göttingen 2007, ISBN 978-3-525-36024-8.

Aufsätze
- „Wir leben im Zeitalter der endgültigen Auseinandersetzung mit dem Christentum“. Nationalsozialistische Projekte für Kirchenumbauten in Enger, Quedlinburg und Braunschweig, in: Stefan Brakensiek (Hrsg.): Widukind. Forschungen zu einem Mythos, Bielefeld 1997 (= Beiträge zur Stadtgeschichte, Bd. 9), S. 33–93.
- Kommandant in Auschwitz. Autobiographische Aufzeichnungen von Rudolf Höß, in: Geschichte in Wissenschaft und Unterricht 49 (1998), S. 421–439.
- Mythos, Geschichte und Geschichtswissenschaft, in: Mythologica 6 (1998), S. 108–127.
- Identität durch Normalität. Der Konflikt um Martin Walsers Friedenspreisrede, in: Leviathan 27 (1999), S. 309–354.
- „Die Zukunft hat eine lange Vergangenheit“. Gedenkdebatten um den Nationalsozialismus im ersten Jahrzehnt der Berliner Republik, in: Steffen Bruendel, Nicole Grochowina (Hrsg.): Kulturelle Identität, Berlin 2000 (= Les Travaux du Centre Marc Bloch, Bd. 18), S. 136–162.
- Trauer und historische Erinnerung in der Berliner Republik. Überlegungen aus Anlaß der Mahnmalsdebatte, in: Burkhard Liebsch, Jörn Rüsen (Hrsg.): Trauer und Geschichte, Köln/Weimar/Wien 2001 (= Beiträge zur Geschichtskultur, Bd. 22), S. 339–374.
- Publikationsorientiertes Schreiben, in: Daniel Hechler u. a. (Hrsg.): Promovieren zur deutsch-deutschen Zeitgeschichte. Ein Handbuch, Berlin 2009, S. 199–214.